# Associazione Sportiva Fanfulla 1934-1935
Questa voce raccoglie le informazioni riguardanti l'Associazione Sportiva Fanfulla nelle competizioni ufficiali della stagione 1934-1935.

## Rosa
| N. |                   | Ruolo | Calciatore               |
| -- | ----------------- | ----- | ------------------------ |
|    | Italia (bandiera) | A     | Mario Acerbi             |
|    | Italia (bandiera) | D     | Bruno Baldini            |
|    | Italia (bandiera) | A     | Giancarlo Bandirali      |
|    | Italia (bandiera) | C     | Nelso Baroni             |
|    | Italia (bandiera) | A     | Giuseppe Belloni         |
|    | Italia (bandiera) |       | Bianchi                  |
|    | Italia (bandiera) | C     | Gino Biasini (II)        |
|    | Italia (bandiera) | D     | Bassano Brunati          |
|    | Italia (bandiera) | A     | Egidio Capra (II)        |
|    | Italia (bandiera) | P     | Pietro Capra (I)         |
|    | Italia (bandiera) | C     | Guerino Carminati        |
|    | Italia (bandiera) |       | Ubaldo Cipriani          |
|    | Italia (bandiera) | D     | Silvio Corbellini (I)    |
|    | Italia (bandiera) |       | Giovanni Corbellini (II) |

| N. |                   | Ruolo | Calciatore         |
| -- | ----------------- | ----- | ------------------ |
|    | Italia (bandiera) | C     | Pietro Corrada     |
|    | Italia (bandiera) | A     | Antonio Dossena    |
|    | Italia (bandiera) | C     | Antonio Dotti      |
|    | Italia (bandiera) | D     | Oliviero Edelli    |
|    | Italia (bandiera) | A     | Giovanni Garrone   |
|    | Italia (bandiera) | A     | Rosolino Grignani  |
|    | Italia (bandiera) | C     | Luigi Montini      |
|    | Italia (bandiera) | A     | Anacleto Morandi   |
|    | Italia (bandiera) | A     | Enrico Mulazzi     |
|    | Italia (bandiera) | C     | Angelo Padovani    |
|    | Italia (bandiera) | C     | Vico Subinaghi (I) |
|    | Italia (bandiera) |       | Giuseppe Taurini   |
|    | Italia (bandiera) | A     | Eligio Tonani      |
|    | Italia (bandiera) |       | Selvino Vezzani    |

Marcatori
Egidio Capra 10 reti - Morandi 7 reti - Bandirali 6 reti - Acerbi 4 reti - Biasini 3 reti - Baldini 2 reti - Padovani, Dossena, Corrada e Grignani 1 rete.